# Aphyolebias obliquus
 Aphyolebias obliquus és una espècie de peix de la família dels rivúlids i de l'ordre dels ciprinodontiformes.

## Morfologia
Els mascles poden assolir els 4,8 cm de longitud total.

## Distribució geogràfica
Es troba a Sud-amèrica: Bolívia (riu Amazones).